# شلتس (استان پودلاسکی)
شلتس (به لهستانی:  Sielc) یک روستا در لهستان است که در گمینا بوتشکی واقع شده‌است.